# Willem Vogelsang

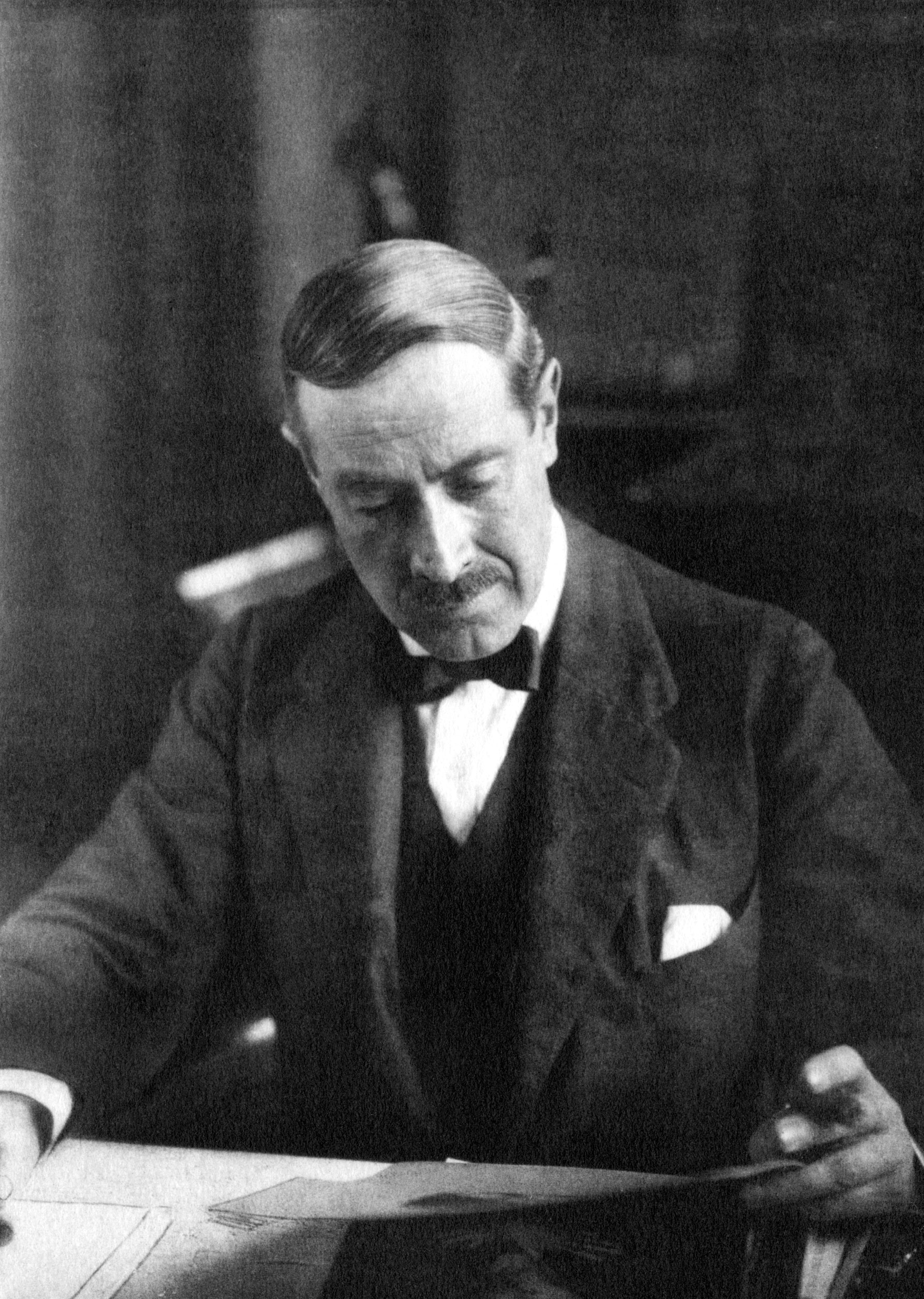
Willem Vogelsang

Willem Vogelsang (* 9. August 1875 in Leiden; † 14. Dezember 1954 in Utrecht) war ein niederländischer Kunsthistoriker.

## Leben
Willem Vogelsang war Sohn des Fabrikdirektors Ernst Heinrich Vogelsang (* um 1834 in Hagen; † 13. September 1885 In Illenau (Baden)) und dessen am 20. Mai 1874 in Delft geheirateten Frau Hedwig Anthonia Grothe (* 1. September 1850 Utrecht; † 18. Dezember 1877 in Leiden). Nach Besuch der Grundschule in Leiden setzte er zwei Jahre lang seine Ausbildung an der Realschule in Freiburg im Breisgau und danach am Gymnasium in Delft fort.
Vogelsang studierte Kunstgeschichte an den Universitäten Freiburg, Wien, Paris und München. In München wurde er am 22. Juli 1898 bei Berthold Riehl und Adolf Furtwängler mit dem Thema Holländische Miniaturen des späteren Mittelalters promoviert. Nach weiteren Studienreisen durch Europa wurde er im Oktober 1900 als Privatdozent an der Universität Amsterdam zugelassen und hielt am 22. November desselben Jahres seine Antrittsvorlesung Kuntwetenschappelijde beschouwingen en universitair onderwijs (deutsch: Kunstwissenschaftliche Betrachtungen und Universitätsunterricht). Am 1. Oktober 1903 wurde er zudem Unterdirektor des niederländischen Museums für Geschichte und Kunst in Amsterdam.
Am 15. April 1907 wurde Vogelsang zum Professor der Ästhetik und Kunstgeschichte an die Universität Utrecht berufen, welche Aufgabe er am 23. September 1907 mit der Antrittsrede Aesthetiek en kunstgeschiedenis aan de universiteit (deutsch: Ästhetik und Kunstgeschichte an der Universität) begann. Er war einer der ersten in den Niederlanden, welcher die Fachrichtung an Hochschulen unterrichtete und verhalf dem Themengebiet 1921 zur weitreichenden Anerkennung als Studienfach. Er wurde auch Direktor des Kunsthistorischen Instituts der Universität Utrecht und fungierte im akademischen Jahr 1920/21 als Rektor der Universität.
Vogelsang hatte etwa 275 Publikationen in den fachwissenschaftlichen Zeitschriften seiner Zeit verfasst. Sie wurden auch in die deutsche und französische Sprache übersetzt. Er war auch Mitglied mehrerer kunstwissenschaftlicher Vereinigungen. 1930 ernannte man ihn zum Ritter des Ordens vom niederländischen Löwen, er wurde 1914 Offizier des Ordens von Oranien-Nassau und 1911 Ritter des belgischen Kronenordens. Am 17. September 1945 wurde er emeritiert und hielt am 12. November 1946 seine Abschiedsvorlesung mit dem Thema Veertig jaren kunstgeschiedenis aan de universiteit te Utrecht (deutsch: Vierzig Jahre Kunstgeschichte an der Universität von Utrecht).

## Familie
Vogelsang heiratete am 21. März 1901 in Amsterdam die Violinistin Jeanne Henriette Hijmans (* 8. Oktober 1873 in Rotterdam; † 30. Mai 1941 in Utrecht), die Tochter von Jacobus Hymans (* 30. November 1843 in Tiel; † 1. Mai 1908 in Amsterdam) und dessen Frau Sara Kerdijk (* 14. September 1850 in Rotterdam; † 19. April 1919 in Bussum). Aus der Ehe stammt die Tochter Jeanna Louise Vogelsang (* 7. Februar 1902 in Amsterdam; † 11. Dezember 1951 ebenda), welche sich am 23. August 1923 in Utrecht mit dem Frauenarzt Johan Gustaaf Salomonson (* 7. Juni 1893 in Amsterdam; † 19. Oktober 1962 ebenda) verehelichte.

## Veröffentlichungen (Auswahl)
- Holländische Miniaturen des späteren Mittelalters. Straßburg 1899 (Digitalisat)
- H. P. Berlage’s Neubau der Amsterdamer Börse. München 1903
- Tentoonstelling door Nederlandsche meesters. Frans Buffa & Zonen, Amsterdam, Kalverstraat. Amsterdam 1903
- Aesthetiek en kunstgeschiedenis aan de universiteit. Utrecht 1907
- Holländische Patrizierhäuser. 1909
- Holländische Möbel im Niederländischen Museum zu Amsterdam. Amsterdam 1910
- Die Holzskulptur in den Niederlanden. 1911–1912, 2. Bde.
- Nullis non an nonnullis? Utrecht 1921
- Het ornament en zijn ontwikkeling. 1925
- Grijpt als ’t rijpt. 1932
- Veertig jaren kunstgeschiedenis aan de Universiteit te Utrecht. Utrecht 1947
- Een gouden geschenk. Symbool van dankbaarheid voor de bevrijding van Nederland. Rotterdam 1947